# Aristide Vallon
Pour les articles homonymes, voir Vallon (homonymie).
Aristide Vallon, né le 26 juillet 1826 au Conquet (Finistère) et décédé à Paris le 11 mars 1897 est un contre-amiral français.

## Biographie
Fils d'un receveur des douanes, il entre à l'École navale en novembre 1840 et en sort second. Aspirant de 2e classe (septembre 1842), il sert avec le prince de Joinville sur la Belle-Poule et faut campagne au Portugal et au Brésil et prend part en 1844 au bombardement de Tanger et de Mogador. 
Aspirant de 1re classe (novembre 1844), il sert en escadre d'évolutions sur le Marengo (1845), le Souverain et le Neptune (1846) puis sur la Néréide et l' Alcibiade aux Antilles (1847). Enseigne de vaisseau (décembre 1846), il embarque en décembre 1847 sur l' Espadon à la division des côtes occidentales d'Afrique et devient second du Mercure dans les mêmes eaux. En 1850, il sert sur la Minerve et en 1851 sur le bâtiments-écoles des canonniers Uranie. Il obtient alors en janvier 1852 un témoignage de satisfaction pour son efficacité à la tête de la compagnie de débarquement de l' Uranie dans la répression d'une émeute déclenchée à Hyères le 5 décembre 1851 par les opposants au coup d’État de Napoléon III. 
En janvier 1852, il est nommé sur le Palinure au Sénégal et se fait remarquer en juin 1853 lors de la reprise du fort de Bissao sur la garnison portugaise révoltée. Promu lieutenant de vaisseau (juin 1853), il sert en mars 1854 sur le Breslaw et participe à la campagne de la Baltique comme commandant d'une compagnie de débarquement lors de la bataille de Bomarsund puis à celle de Crimée. 
Passé en août 1855 sur la Bretagne, il voyage de nouveau au Sénégal en janvier 1856 comme commandant de l'aviso Dialmath et, par la qualité de ses relevés hydrographiques sur les fleuves du Sénégal, obtient un nouveau témoignage de satisfaction. En juin 1861, il reçoit une épée d'honneur du gouvernement britannique pour avoir sauvé la Mary de Londres qui s'était échouée à Fernando Poo. 
En 1862, il est nommé au Dépôt des cartes où il travaille à un atlas des colonies. Capitaine de frégate (décembre 1862), il revient au Sénégal et participe en janvier 1863 à l'exploration du Fouta et de la Casamance ainsi comme batailles de Ndiafan, Aram et de Guimbering. Il commande ensuite la marine à Saint-Louis puis fait une campagne au Mexique sur la Bourrasque avant d'être de retour au Sénégal où il commande en juillet 1865 une flottille avec laquelle il participe à l'expédition au Rip et aux combats de Paouos et de Nioro (novembre 1865). 
Affecté de nouveau au Dépôt des cartes et plans (1867), il rédige les instructions nautiques des côtes africaines puis commande en septembre 1867 le Phaéton et la flottille du Sénégal où il se distingue lors de la bataille d'Ouro-Madiou. Il est ensuite encore envoyé au Dépôt pour y poursuivre ses travaux d'hydrographie. 
En juillet 1870, il reçoit le commandement de la Protectrice à la flottille de défense du Havre comme second de Ernest Mouchez dans les opérations visant à préserver la Basse-Seine de l'occupation prussienne. En décembre 1870, il est nommé commandant militaire du département de l'Eure puis commande les pontons Arcole et Loire à Cherbourg et à Brest. 
Capitaine de vaisseau (décembre 1871), major de la marine à Cherbourg (janvier 1872), il est félicité en mars 1873 par le ministre pour une étude sur les abordages. 
En mars 1876, il commande le cuirassé Gauloise puis en octobre le Suffren en Méditerranée et préside la commission permanente d'artillerie de l'escadre. Commandant du croiseur La Clochetterie (septembre 1879) et de la station de la mer des Indes, il devient en mai 1882 gouverneur du Sénégal. Mais, se heurtant à d'importantes difficultés administratives, il démissionne dès octobre. Il reçoit alors le commandement de la division des équipages à Brest (1883) et est promu contre-amiral en janvier 1886. Il prend sa retraite active en octobre 1888. 
En octobre 1889, il est élu député du Sénégal. Il défend alors les intérêts des populations de la colonie et devient président de la commission chargée d'examiner le projet de loi approuvant le traité signé en 1890 avec le roi du Dahomey. 
Député du Finistère (août 1893), il dépose plusieurs projets de loi pour l'amélioration du sort des ouvriers des arsenaux, des veuves et des orphelins de marins et intervient dans la discussion sur les fortifications de Dakar et de Fort-de-France. 
Il meurt à Paris le 11 mars 1897. Il est inhumé à Mirepoix.

## Récompenses et distinctions
Il est fait commandeur de la Légion d'honneur le 18 janvier 1881 et, en 1882, il est nommé gouverneur du Sénégal, succédant au colonel Henri Canard. Il est député du Sénégal de 1889 à 1893, puis du Finistère de 1893 à 1897.